# Rubus cerdicii
Rubus cerdicii är en rosväxtart som beskrevs av David Elliston Allen. Rubus cerdicii ingår i släktet rubusar, och familjen rosväxter. Inga underarter finns listade i Catalogue of Life.